# Fresh 4
Fresh 4 war eine britische Dance-Band, die Ende der 1980er- und Anfang der 1990er-Jahre in Bristol aktiv war.

## Karriere
Die Band bestand aus Paul Southey (a.k.a. Suv), Judge, Flynn Thompson und Kirk Thompson (a.k.a. Krust), der als einer der Gründer der Stilrichtung Drum and Bass gilt. Die erste Veröffentlichung von Fresh 4 war eine Coverversion von Rose Royces Hit Wishing on a Star aus dem Jahr 1977.
Der Titel basiert auf einem Sample von James Browns Funky Drummer, gesungen wurde er von Lizz E (a.k.a. Lis Elliz) und produziert von der Trip Hop Band Smith & Mighty. Im Oktober 1989 erreichte der Song die britischen Top Ten und blieb zwölf Wochen in den Charts. Eine zweite Single, Compared to What, ebenfalls mit Lizz E als Sängerin, verpasste die Charts, die letzte Veröffentlichung, Release yourself, auf der Sister Redz sang, erreichte nur die hinteren Ränge der Top 100.
Fresh 4 gelten als Pioniere der Trip Hop Musikszene in Bristol, aus der so erfolgreiche Bands wie Massive Attack und Portishead hervorgingen. Nach dem Ende von Fresh 4 blieb die Sängerin Lizz E der Bristol-Szene treu und arbeitete als DJ. Kirk Thompson a.k.a. Krust war ebenfalls als DJ und darüber hinaus als Produzent tätig.